# Marija Jovanović (Schriftstellerin)

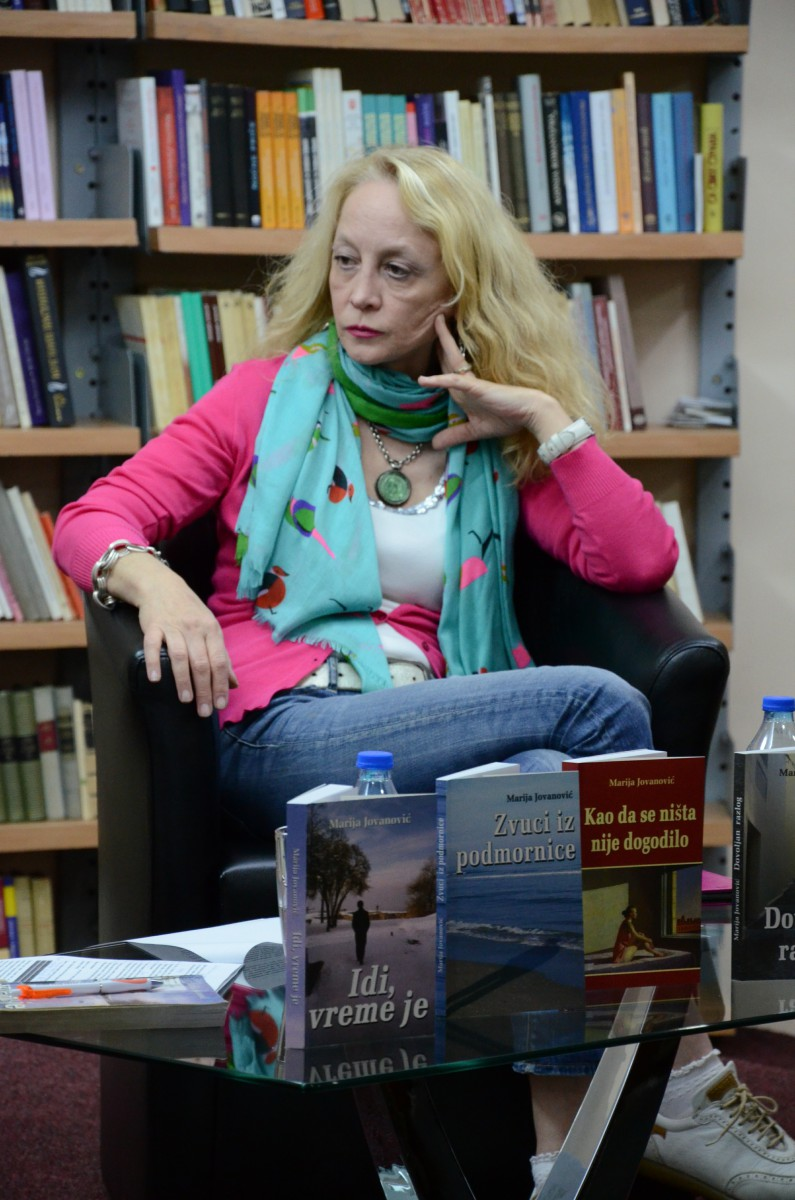
Marija Jovanović

Marija Jovanović (serbisch-kyrillisch Марија Јовановић; * 1959 in Kosovska Mitrovica, Kosovo) ist eine serbische Schriftstellerin.

## Leben
Marija Jovanović wurde 1959 in Kosovska Mitrovica im ehemaligen Jugoslawien geboren. Sie studierte Philosophie an der Philosophischen Fakultät in Belgrad. Die Autorin ist Mitglied der Serbischen literarischen Gesellschaft. Sie lebt und arbeitet in Belgrad.
Marija Jovanović hat bisher vier Romane veröffentlicht. Für den Roman Machenschaften mit der eigenen Seele erhielt sie den Literaturpreis „Frauenfeder“. Sie ist mehrfache Gewinnerin des Preises für Kultur und Kunst „Der Goldene Hit Liber“. Ihr Roman Als wäre nichts geschehen war in der engeren Auswahl für den Frauenfeder-Preis 2004.
Der Roman „Machenschaften mit der eigenen Seele“ (französisch Quand j’intrigue avec mon âme) erschien 2003 in französischer Übersetzung im Verlag L'Age d'Homme. Der Roman Idi, vreme je wurde 2010 in ungarischer Übersetzung veröffentlicht.

## Werke
- Spletkarenje sa sopstvenom dušom, 2000 (dt. Machenschaften mit der eigenen Seele)
- Kao da se ništa nije dogodilo, 2003 (dt. Als wäre nichts geschehen)
- Idi, vreme je, 2006
- Dovoljan razlog, 2008

## Auszeichnungen
- 2000: Literaturpreis „Frauenfeder“
- 2003: Der Goldene Hit Liber
- 2004: Der Goldene Hit Liber
- 2004: Auf der Shortlist des Serbischen Literaturpreises „Frauenfeder“
- 2009: Der Goldene Hit Liber